# 陽のあたる場所 (MISIAの曲)
「陽のあたる場所」（ひのあたるばしょ）は、1998年5月21日に発売されたMISIAの2枚目のシングル。

## 解説
- CD盤は本作より全て12cmCDのマキシシングルとなり、12cmCD盤はCDレーベル面をジャケットにしたいわゆるピクチャーCDである。
- (※)前作がまだヒットしている最中にリリースされ、前作の8cm盤と12cm盤を合算した場合、一度も週間チャートで前作より上位になることはなかった。オリコンシングルチャートでは、2001年5月より8cm盤と12cm盤を合算して集計するようになったが、前作の8cm盤と12cm盤を合算して集計すると、本作は1998年6月1日付シングルチャートで初登場16位となり、最高順位は登場5週目で記録した10位になる。
- カップリング曲「恋する季節」はCD盤のみ収録。

## 収録曲

### 12インチアナログ盤
Side A
1. 陽のあたる場所 (ORIGINAL MIX)
作詞：MISIA & 佐々木潤　作曲：佐々木潤
2. 陽のあたる場所 (NEW SOUL RIVER DUB)
作詞：MISIA & 佐々木潤　作曲：佐々木潤

Side B
1. 陽のあたる場所 (MASTER KEY Remix〜featuring K-DUB SHINE)
作詞：MISIA & 佐々木潤 & K-DUB SHINE　作曲：佐々木潤
2. 陽のあたる場所 (O.G.ROCKS MIX)
作詞:MISIA & 佐々木潤 & K-DUB SHINE　作曲:佐々木潤

### 12cmCD盤
1. 陽のあたる場所 (ORIGINAL MIX) [5:18]
作詞：MISIA & 佐々木潤　作曲・編曲：佐々木潤
  - 日本テレビ系『どっちの料理ショー』エンディングテーマ
  - TBS系『おはよう!グッデイ』初代テーマソング
  - 日活配給映画『'hood』挿入歌
2. 恋する季節 [5:44]
作詞：黒須チヒロ & 園田利隆　作曲・編曲：島野聡）
  - テレビ東京系『有吉ぃぃeeeee!そうだ!今からお前んチでゲームしない?』2020年3月度エンディングテーマ
  - デビアスCMソング
3. 陽のあたる場所 (MASTER KEY Remix〜featuring K-DUB SHINE) [5:24]
作詞：MISIA & 佐々木潤 & K-DUB SHINE　作曲：佐々木潤　編曲：MASTER KEY
4. 陽のあたる場所 (NEW SOUL RIVER DUB) [5:25]
作詞：MISIA